# Caenis horaria
Caenis horaria är en dagsländeart som först beskrevs av Carl von Linné 1758.  Caenis horaria ingår i släktet Caenis, och familjen slamdagsländor. Arten är reproducerande i Sverige.

## Bildgalleri

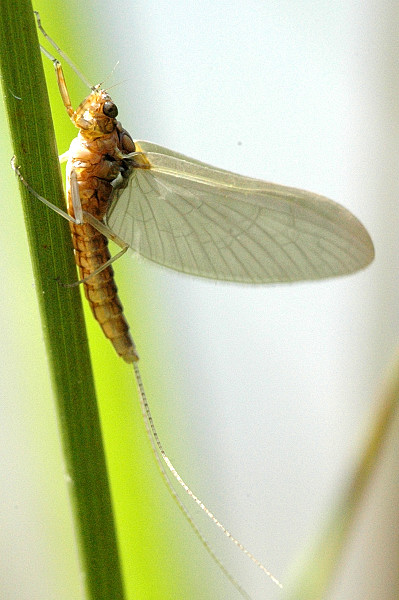